# مارك داؤو
مارك داؤو (مواليد 1979) هو ناشط لبناني وخبير علاقات عامة، وقد كان عضوًا في البرلمان اللبناني منذ عام 2022.

## الحياة المبكرة والتعليم
وُلِد مارك ماركفي في صيدا، من عائلة تعود أصولها إلى قرية زرعون في قضاء المتن. فرّ ماركو وعائلته من صيدا عام 1983 إلى الشويفات بعد الغزو الإسرائيلي للبنان. تلقى تعليمه في مدرسة الشويفات الدولية (المعروفة أيضًا باسم SABIS ). وأصبح داؤو سباحًا محترفًا، وتفوق في بطولات ومسابقات السباحة على مستوى البلاد. انضم إلى فريق السباحة الوطني في سن 18 عامًا وشارك لاحقًا في ثلاث بطولات جامعية عالمية ودورة الألعاب العربية. درس داؤو إدارة الأعمال في الجامعة الأميركية في بيروت (1997-2000). بقي لمدة عام إضافي لتلقي الدورات، وفي النهاية التحق ببرنامج الدراسات العليا في علم الاجتماع في الجامعة الأميركية في بيروت. وفي النهاية حصل على درجة الماجستير في علم الاجتماع السياسي من كلية لندن للاقتصاد (2006-2007).

## حياة مهنية
مارك داؤو هو خبير في العلاقات العامة. عمل أولاً في وكالة الإعلان TBWA قبل أن ينتقل إلى لندن لإكمال درجة الماجستير. بعد التخرج، عمل داؤو مع شركة مؤشر الأعمال الدولي المتخصصة في تقديم المعلومات الاقتصادية. وفي عام 2008، عاد داؤو للعمل لدى شركة TBWA لإدارة مكاتبها في اليمن والسودان قبل أن ينتقل إلى أفغانستان. بحلول نهاية عام 2010، أسس داؤو وعدد من زملائه شركة جديدة تسمى RPR، والتي شغل فيها منصب الرئيس التنفيذي. وفي نهاية المطاف اشترى داؤو حصة شركائه واستمر في إدارة حزب التجمع من أجل الجمهورية حتى انتخابه في البرلمان عام 2022.

## النشاط المجتمعي
وبحلول منتصف عام 2012، ازدادت المشاركة السياسية لداو في أعقاب الربيع العربي. وبحلول نهاية العام، قرر مع مجموعة من الأصدقاء خوض الانتخابات البرلمانية لعام 2013. وكان ينوي الترشح عن المقعد الدرزي في قضاء عاليه. وكان سبب اختيار تلك الدائرة أنها الدائرة الوحيدة في لبنان التي لم تكتمل فيها لوائح المؤسسة، بل كان فيها 4 مرشحين لخمسة مقاعد، مما فتح نافذة من الفرص أمام مرشح مستقل. و تأجلت الانتخابات بعد ذلك إلى عام 2018. بالإضافة إلى ذلك، إطلق عدة حملات في المنطقة أبرزها حملة "أغلقوا مكب الناعمة". أخذت حملة مطمر الناعمة حياة خاصة بها، وبدأ الشباب من القرى والبلدات في جميع أنحاء منطقة عاليه والشوف بالتدفق إلى الاحتجاجات في الشوارع. واستمر العمل مع القواعد الشعبية والناشطين وتجسد في تشكيل العديد من المنظمات غير الحكومية المحلية في المنطقة.
وتصاعد العمل في مكب نعيم مع صدور قرار إغلاقه في يوليو/تموز 2015. أدت أزمة النفايات إلى حراك جماهيري، شارك فيه مارك بشكل كبير ضمن لجنة التنسيق التي وضعت قرارات وخطوات الحراك. ولعب داؤو دوراً في التفاوض على الصفقات بين المجموعات المختلفة. كما استضيف بانتظام على التلفزيون والراديو وغيرها من البرامج الإعلامية للتحدث نيابة عن الحركة.

## سياسة
كان دخول مارك إلى الساحة السياسية في الجامعة الأميركية في بيروت. وفي عام 1998 انضم إلى مجموعة صغيرة من الطلاب اليساريين، "لا حدود" التي كانت تنافس الأحزاب ال طائفية. خاض داؤو الانتخابات لخمس دورات. وفي عام 2001 فاز برئاسة مجلس ممثلي الطلبة بكلية الآداب والعلوم. وبحلول عامي 2000 و2001، كانت المجموعات الطلابية اليسارية قد تفرعت إلى عدة جامعات في لبنان، وبدأت بنجاح في التنسيق فيما بينها، وأطلقت عدة حملات تركز على السياسة الطلابية والوطنية. وبعد ذلك انخرط داوود في حركة ناشئة تدعى حركة اليسار الديمقراطي. وكان هناك مجموعة من المثقفين والسياسيين والناشطين يناقشون بشكل جدي تشكيل حزب سياسي جديد، وقد شارك في هذا الحزب أسماء لامعة مثل سمير قصير، وزياد ماجد، وإلياس عطاالله، وغيرهم الكثير. وتم الاتصال بالمجموعات السياسية الطلابية، وكان داؤو واحدًا من ثلاثة أشخاص شاركوا في المناقشات في ذلك الوقت. وفي نهاية المطاف سيكون واحدًا من العشرين الموقعين على تشكيل هذا الحزب السياسي الجديد. شملت عملية التكوين كل لبنان، وانتهت بالحملات الانتخابية في الانتخابات البلدية عام 2004، وكان مارك مشاركاً بشكل كبير في حملات الدوائر الجنوبية، وخاصة في الخيام.

## الانتخابات البلدية في بيروت (2016)
ومع تراجع وتيرة احتجاجات "طلعت ريحتكم"، بدأ مارك وعدد من الأشخاص الآخرين، الذين شاركوا بشكل رئيسي في حملة عاليه، بمناقشة الانتخابات البلدية. في إطار حملة "بيروت مدينتي"، تولا مارك الحملة في عاليه. من سبتمبر 2015 إلى مايو 2016، كان مشاركًا في حملة بيروت مدينتي والانتخابات البلدية في الشويفات. وفي بيروت عملت مدينتي مارك مستشارة انتخابية ومستشارة إعلامية. وكان له أيضًا دور كبير في تشكيل الفريق الانتخابي واستراتيجية يوم الانتخابات.

## 17 أكتوبر والتحضير لانتخابات 2022
وفي 17 أكتوبر/تشرين الأول 2019، خرج المواطنون اللبنانيون إلى الشوارع مطالبين بإصلاحات اجتماعية واقتصادية. شارك داؤو في كامل الاحتجاجات تقريبًا. خلال هذه الفترة، نظم داؤو الاحتجاجات، وأجرى مقابلات، وتواصل مع الناشطين. كما عمل مذيعًا لبرنامج إخباري على قناة الجديد اسمه البديل. وفي هذه الأثناء، ساهم مارك وآخرون في تأسيس حزب التقدم، وهو حزب سياسي إصلاحي جديد في لبنان. لديه حاليًا مقعدين في البرلمان اللبناني. وفي أعقاب انفجار الرابع من أغسطس/آب، ساعد داؤو في جهود المساعدة الطبية، وتوفير المأوى المؤقت لأولئك الذين دمرت منازلهم أو تضررت.

## مجلس النواب (2022-حتى الآن)
في أواخر عام 2021، قام مارك وعدد من الناشطين في منطقة عاليه الشوف، كجزء من حملة وطنية لانتخاب نواب جدد "للتغيير"، بتشكيل قائمة انتخابية تُعرف باسم "متحدون من أجل التغيير". ومع تزايد شعبية الحملة، وخاصة بين المغتربين، تعرضت القائمة للهجوم من قبل أنصار الحزب الاشتراكي التقدمي وأحزاب مؤسسية أخرى. وستستمر حملة داؤو في الفوز باثنين وأربعين ألف صوت. وقد فاز شخصيًا بإحدى عشر ألف صوت، متغلبًا على السياسي الإقطاعي الراسخ طلال أرسلان في المقعد الدرزي في عاليه. دخل مارك إلى البرلمان ضمن كتلة "التغيير" التي ضمت ثلاثة عشر شخصاً. لكن منذ البداية، كانت هذه الكتلة مليئة بالاختلافات الجذرية، وتحديداً في ما يتصل بالقضايا الاجتماعية، والإصلاح الاقتصادي، وسلاح حزب الله.

## الحياة الشخصية
تزوج داؤو في عام 2023 من كريستيانا باريرا، أستاذة العلوم السياسية في معهد جنيف للدراسات العليا (IHEID).
1. ↑  "Mark Daou". www.wilsoncenter.org (بالإنجليزية). Archived from the original on 2025-03-15. Retrieved 2024-03-20.
2. ↑  "2006 Lebanon War | Description & Facts | Britannica". www.britannica.com (بالإنجليزية). Archived from the original on 2025-06-27. Retrieved 2024-03-20.
3. ↑  "MARC DAOU". www.abdogedeon.com. مؤرشف من الأصل في 2024-03-20. اطلع عليه بتاريخ 2024-03-20.
4. ↑  "American University of Beirut | AUB". www.aub.edu.lb. مؤرشف من الأصل في 2025-07-11. اطلع عليه بتاريخ 2024-03-20.
5. ↑  "Department of Sociology, Anthropology and Media Studies". www.aub.edu.lb. مؤرشف من الأصل في 2025-06-20. اطلع عليه بتاريخ 2024-03-20.
6. ↑  Science, London School of Economics and Political (21 Mar 2024). "LSE Home". London School of Economics and Political Science (بالإنجليزية البريطانية). Archived from the original on 2025-05-17. Retrieved 2024-03-20.
7. ↑  "TBWA Worldwide Site – We Are The Disruption® Company". tbwa.com (بالإنجليزية الأمريكية). Archived from the original on 2025-07-11. Retrieved 2024-03-20.
8. ↑  "BUSINESS MONITOR INTERNATIONAL LIMITED overview - Find and update company information - GOV.UK". find-and-update.company-information.service.gov.uk (بالإنجليزية). Archived from the original on 2025-02-22. Retrieved 2024-03-20.
9. ↑  "RPR Company RPR CompanyWe tell your story. | RPR Company" (بالإنجليزية الأمريكية). Archived from the original on 2025-06-22. Retrieved 2024-03-20.
10. ↑  فخرالدين, لينا (24 Jun 2018). "مطمر النّاعمة: وفاة من دون شهادة | Legal Agenda". Legal Agenda (بالإنجليزية الأمريكية). Archived from the original on 2025-04-22. Retrieved 2024-03-20.
11. ↑  "Thousands rally against politicians in Beirut with 'You Stink' campaign". France 24 (بالإنجليزية). 29 Aug 2015. Archived from the original on 2025-02-26. Retrieved 2024-03-20.
12. ↑  Khzam·Politics·, Ruba Bou (3 Jun 2022). "Two Opposition MPs Nominated For The Lebanese Parliament Committees" (بالإنجليزية الأمريكية). Archived from the original on 2025-03-20. Retrieved 2024-03-20.
13. ↑  Chaderjian, Paul. "'You Stink' protesters return to Beirut streets". Al Jazeera (بالإنجليزية). Archived from the original on 2025-01-19. Retrieved 2024-03-20.
14. ↑  "Madinati". madinati.org. مؤرشف من الأصل في 2025-07-10. اطلع عليه بتاريخ 2024-03-20.
15. ↑  "البديل". aljadeed. مؤرشف من الأصل في 2025-04-22. اطلع عليه بتاريخ 2024-03-20.
16. ↑  TAQADDOM. "TAQADDOM". TAQADDOM (بالإنجليزية الأمريكية). Archived from the original on 2025-03-24. Retrieved 2024-03-20.
17. ↑  "النائب مارك ضو لـmtv: نحن هنا اليوم لمُساندة أهالي ضحايا 4 آب وما قام به القاضي عويدات إنقلاب وما يحصل ليس عملاً قضائيًّا بل سياسيًّا بهدف التواطؤ لمنع الاستمرار في تحقيقات انفجار المرفأ". MTV Lebanon. مؤرشف من الأصل في 2025-01-05. اطلع عليه بتاريخ 2024-03-20.
18. ↑  "الوكالة الوطنية للإعلام - لائحة "توحدنا للتغيير" أطلقت برنامجها: السعي لمواجهة منظومة تعتمد الطائفية كغطاء لتبرير الفساد". الوكالة الوطنية للإعلام. مؤرشف من الأصل في 2024-03-20. اطلع عليه بتاريخ 2024-03-20.
19. ↑  "Mark Daou". www.wilsoncenter.org (بالإنجليزية). Archived from the original on 2025-03-15. Retrieved 2024-03-20.
20. ↑  "Mark Daou the Tireless Activist who has Shaken up the Political Landscape in Aley". مؤرشف من الأصل في 2025-03-23.
21. ↑  "Mixed Marriages among Politicians: Evolution or Exception?". مؤرشف من الأصل في 2025-06-16.